# Stolypin-Waggon

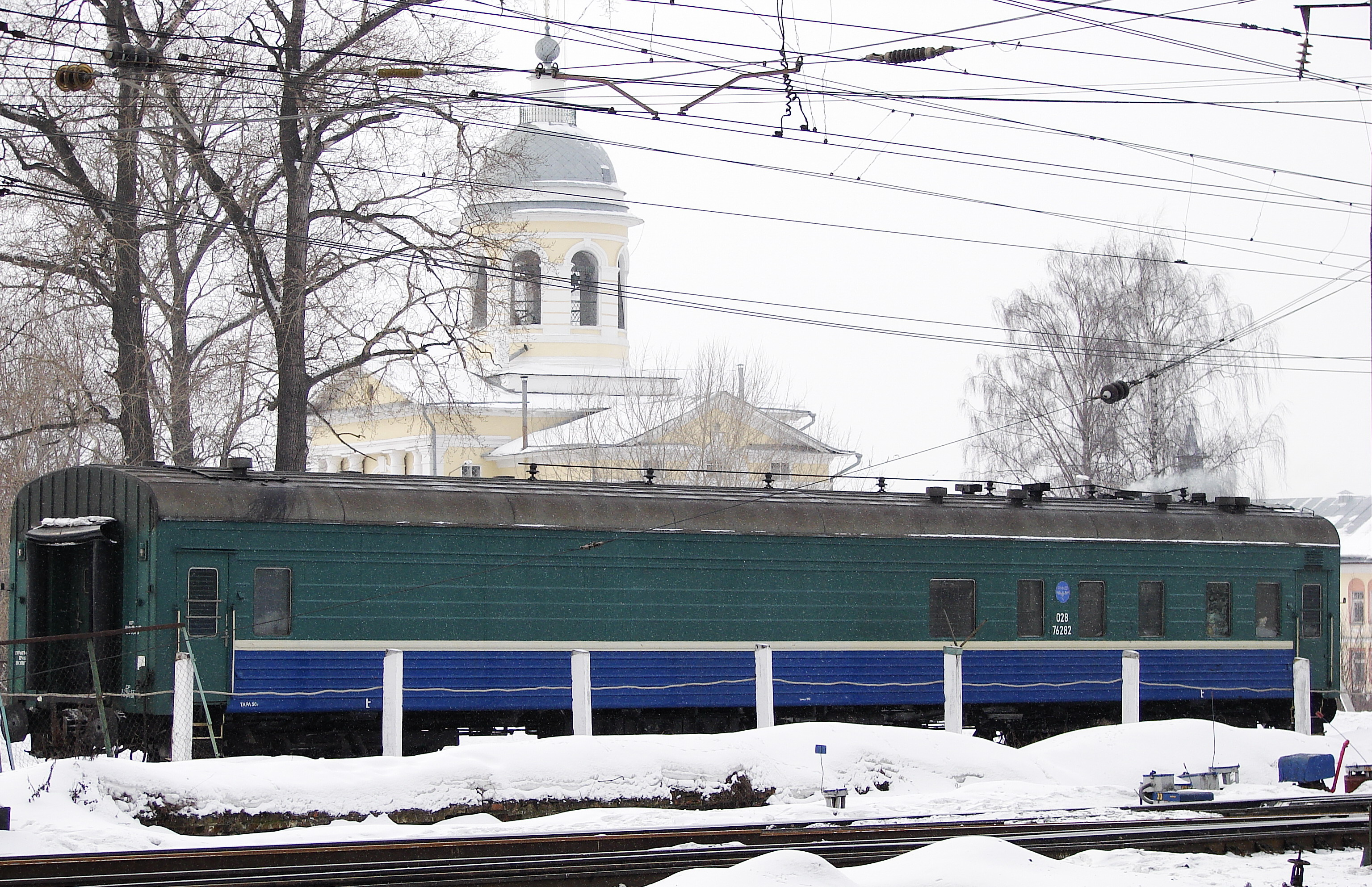
Moderner Stolypin-Waggon zum Transport von Häftlingen (2009)

Ein Stolypin-Waggon (russisch столыпинский вагон), kurz als Stolypin bezeichnet, ist ein Eisenbahnwagen aus Russland. Benannt wurden diese Waggons nach dem russischen Staatsmann Pjotr Arkadjewitsch Stolypin.
Im Zuge der Agrarreform Stolypins zur Zeit des russischen Kaiserreiches wurden Bauern, die Sibirien landwirtschaftlich erschließen sollten, in diesen Eisenbahnwagen zum Zielort transportiert. Dabei bestanden die Stolypin-Waggons aus einem Bereich, der für die Unterkunft der zu transportierenden Personen gedacht war, darunter der Bauer und seine Familie, sowie einem Bereich, in welchem das Nutzvieh und die landwirtschaftlichen Gerätschaften untergebracht werden konnten.

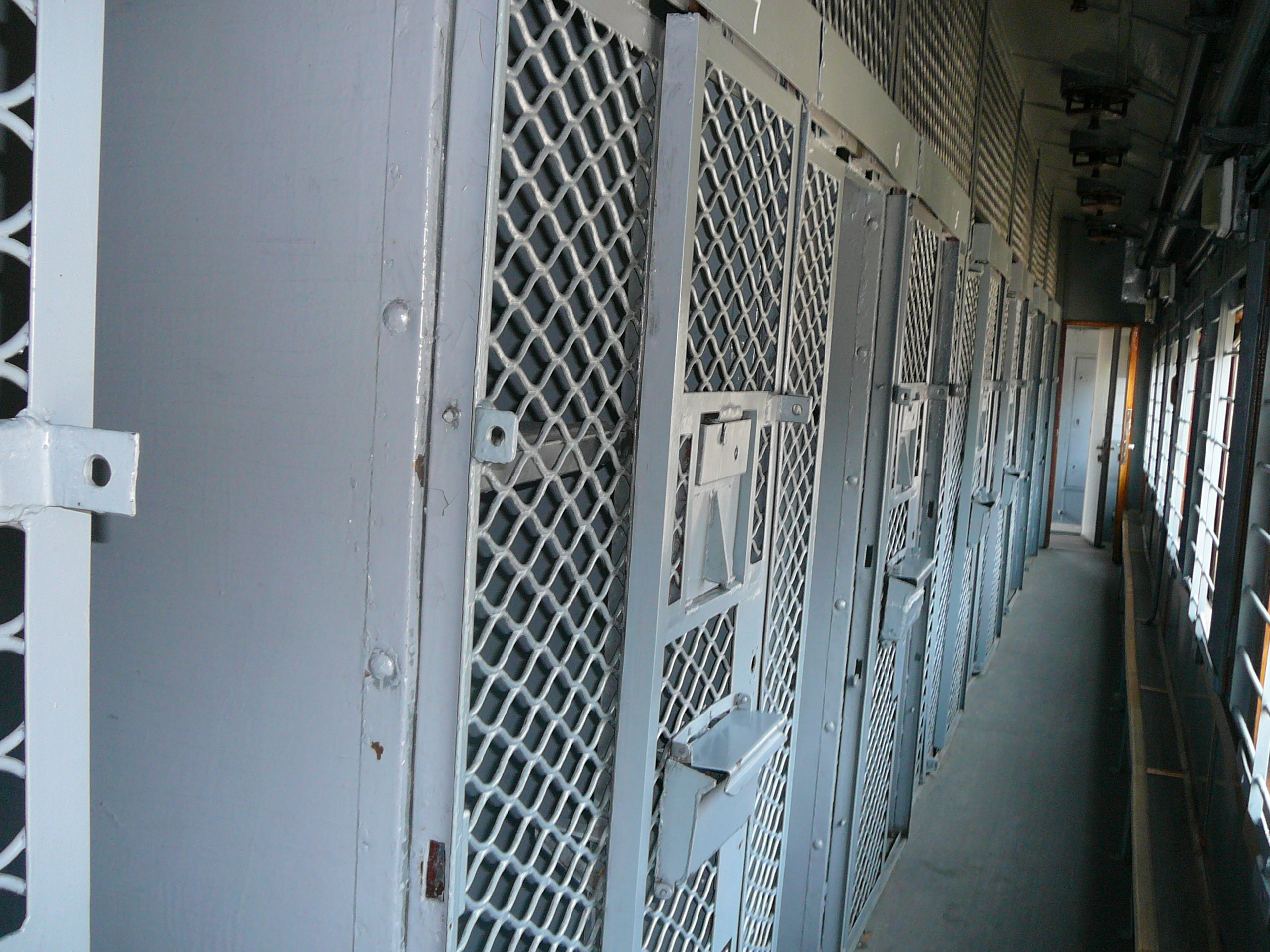
Häftlingszellen in einem musealen Stolypin-Waggon (2012)

Nach der Oktoberrevolution 1917 wurden die Wagen zu einem anderen Zweck genutzt: Da man damit bequem große Mengen an Gefangenen transportieren konnte, wurden sie ab dieser Zeit zum Sträflingstransport in großem Stil in die entlegenen Straflager des Gulag in Sibirien eingesetzt. Nach Umbauarbeiten wurden nun im Passagierbereich die Wächter untergebracht, der Bereich für den Viehtransport wurde in Zellen umgewandelt. Dabei wurden den Insassen in den umgebauten Zügen oft nur kleine Zellen mit minimalem Bewegungsspielraum zugedacht, in denen oft sogar aufrechtes Stehen nicht möglich war. Viele Berichte von ehemaligen Gulag-Häftlingen haben den Transport per Stolypin-Waggon zum Gegenstand. Unter anderen schildert Alexander Solschenizyn solche unmenschlichen Häftlingstransporte in seinem Werk Der Archipel Gulag.
Bis zum heutigen Tage werden in Russland immer noch Stolypin-Waggons zum Sträflingstransport eingesetzt, was von vielen Menschenrechtsorganisationen regelmäßig reklamiert wird. Die aktuell verwendeten Waggons werden als Modell 614500 in Twer hergestellt und sind regulär mit zwei Zugführern und acht Aufsehern des Strafvollzuges besetzt, die maximale Gefangenenkapazität liegt bei 75 Personen in neun Zellen ohne Fenster.